# Titsian Tabidze
Pour les articles homonymes, voir Tabidze.
Titsian Yustinovich Tabidze (en géorgien : ტიციან ტაბიძე, en russe : Табидзе, Тициан Юстинович) est un poète géorgien. Né le 21 mars 1895 à Chouamta (Iméréthie) dans l'Empire russe, il est décédé le 16 décembre 1937. Un des leaders du symbolisme en Géorgie, il fut arrêté et exécuté lors des Grandes Purges de Joseph Staline sur de fausses accusations de trahison.

## Biographie

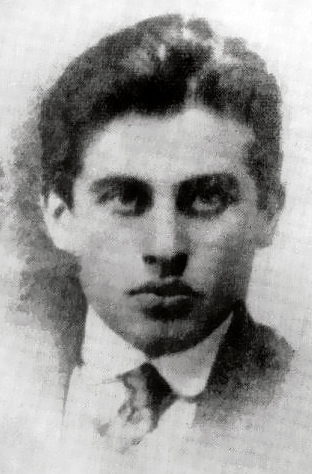
Titsian Tabidze en 1914 à 19 ans

Fils d'un prêtre orthodoxe, il fait ses études à l'Université d'État de Moscou puis, de retour en Géorgie, devient en 1916, un des fondateurs du groupe symboliste ცისფერყანწელები (Cornes bleues (en)). Il s'en distingue en orientant sa poésie vers le futurisme et le dadaïsme. En 1921, avec l'établissement de la République socialiste soviétique de Géorgie, il oriente ses écrits vers le bolchévisme. 

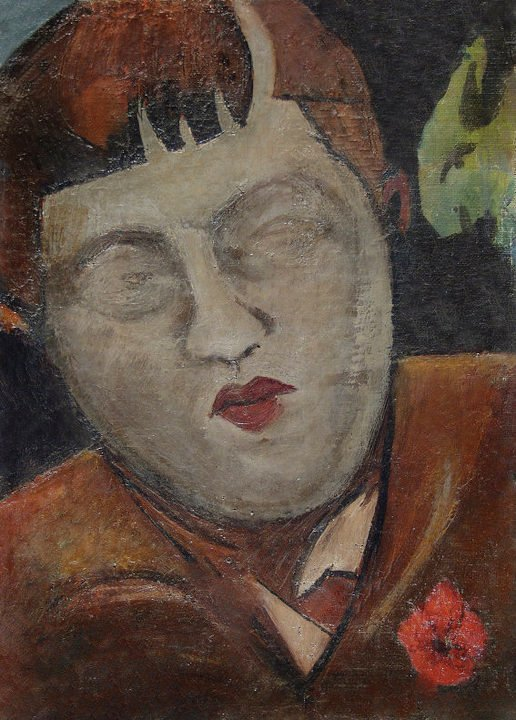
Portrait de Titsian Tabidze par Irakli Gamrekeli (1894–1943)

Ami de Boris Pasternak qui traduira en russe ses œuvres, il se retrouve en 1936, avec ses collègues Konstantine Gamsakhurdia (en) et Simon Chikovani (en) parmi d'autres, au cœur d'une attaque de la presse soviétique critiquant leur art. Devant les purges, certains plient mais Tabidze, au contraire, contre-attaque. Pasternak dans une lettre privée lui conseille alors d'ignorer et de se faire oublier.
Le 10 octobre 1937, il est expulsé de l'Union des écrivains géorgiens, puis arrêté. Inculpé pour trahison, il est torturé en prison et deux mois plus tard, exécuté. Les autorités gardent alors secrète son exécution. Son ami, le poète symboliste Paolo Iachvili, forcé de dénoncer certains de ses associés comme Ennemi du peuple quelque temps auparavant, se suicide, pendant ce temps-là, en se tirant une balle dans la tête.
La famille et les amis de Tabidze garderont longtemps l'espoir de le revoir vivant. En 1940, Boris Pasternak rédige avec la femme de Tabidze une pétition à son nom qui est envoyé à Lavrenti Beria. Il faudra attendre la mort de Staline pour qu'enfin la vérité soit dite. 

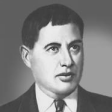
Titsian Tabidze en 1937, année de son exécution

## Œuvres
- Gunib, 1927
- Рион-порт, (Le port de Rion), 1928
- Родина (Homeland)
- Тбилисская ночь (Nuit à Tbilissi)
- Окрокана

## Galerie

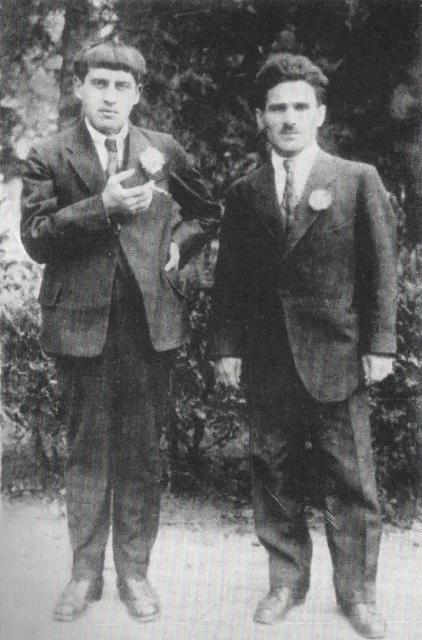
Titsian Tabidze et Valerian Gaprindashvili (en)
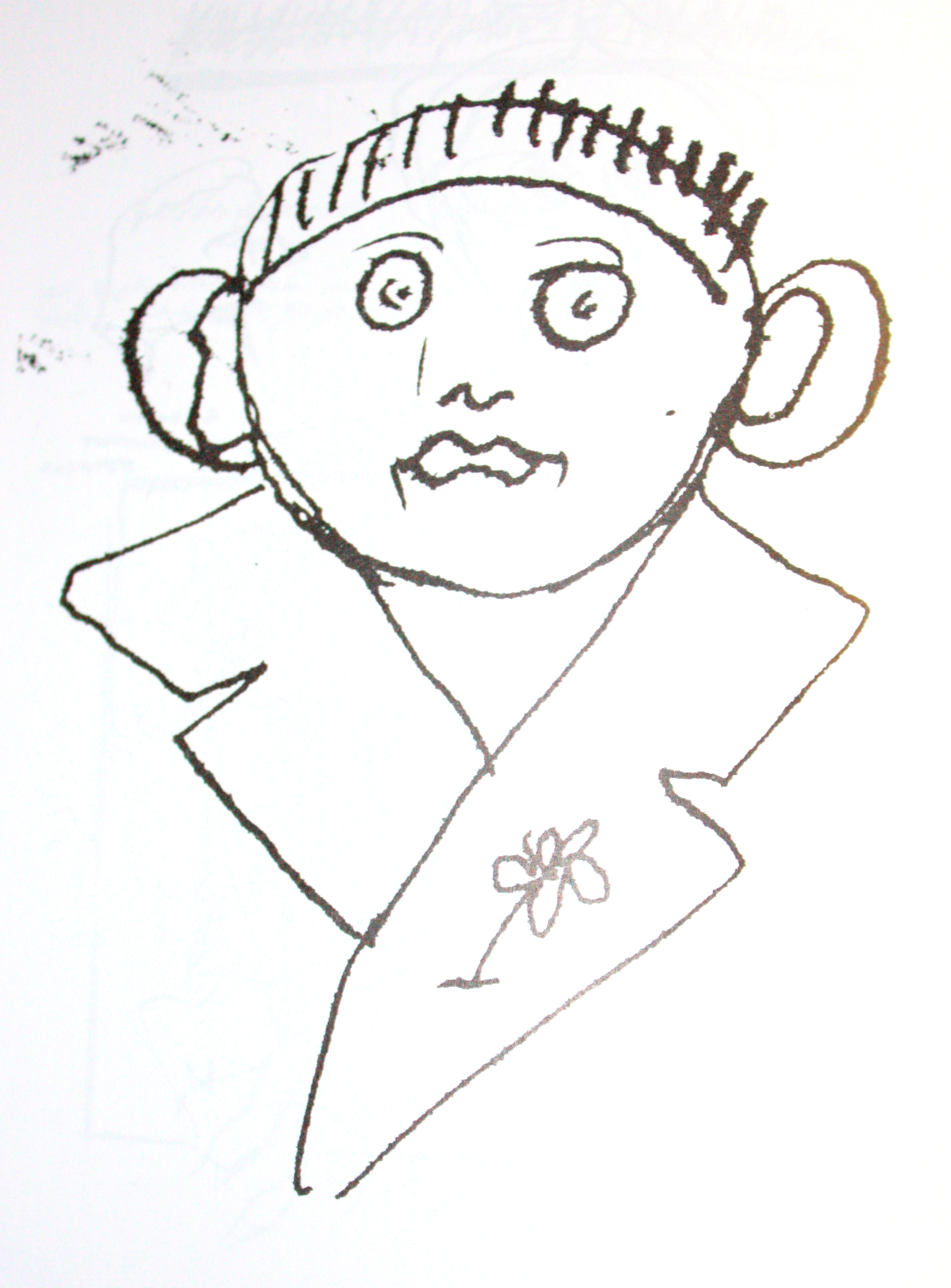
Titsian Tabidze par Galaktion Tabidze
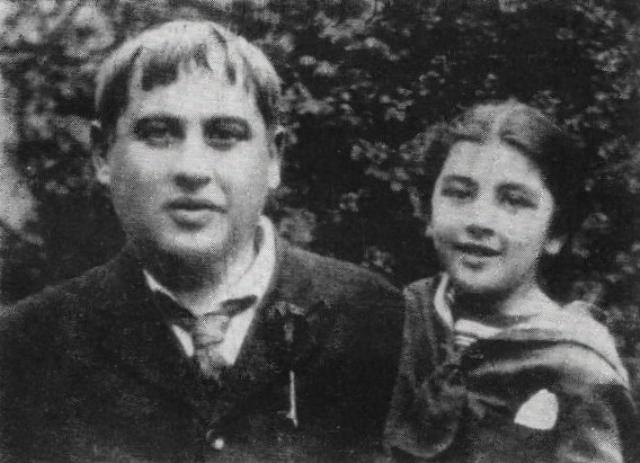
Titsian Tabidze avec sa sœur
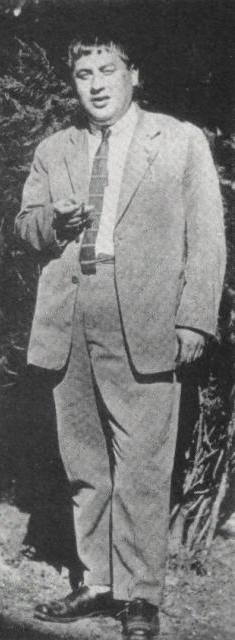
Titsian Tabidze
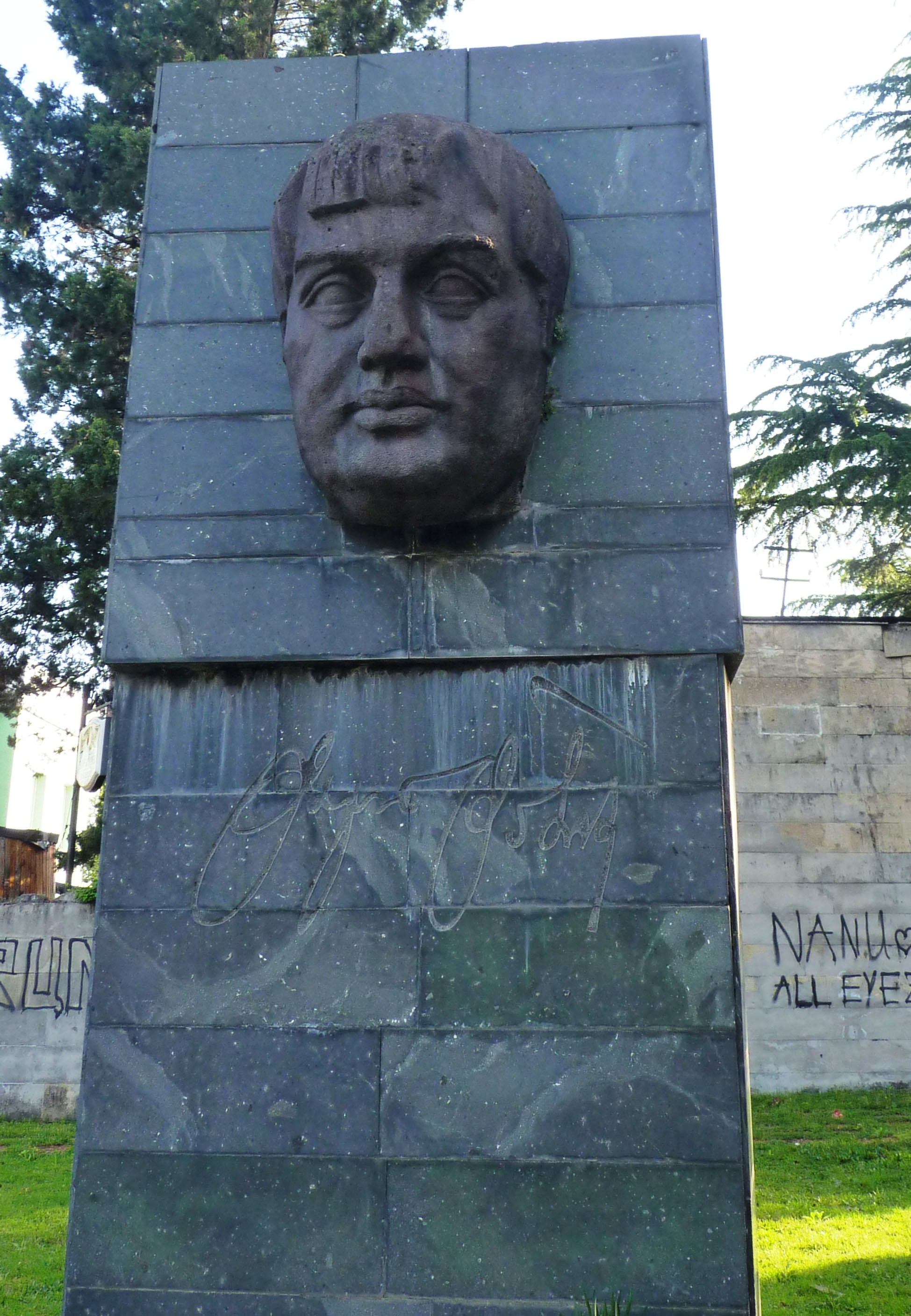
Monument en hommage Titsian Tabidze à Vani
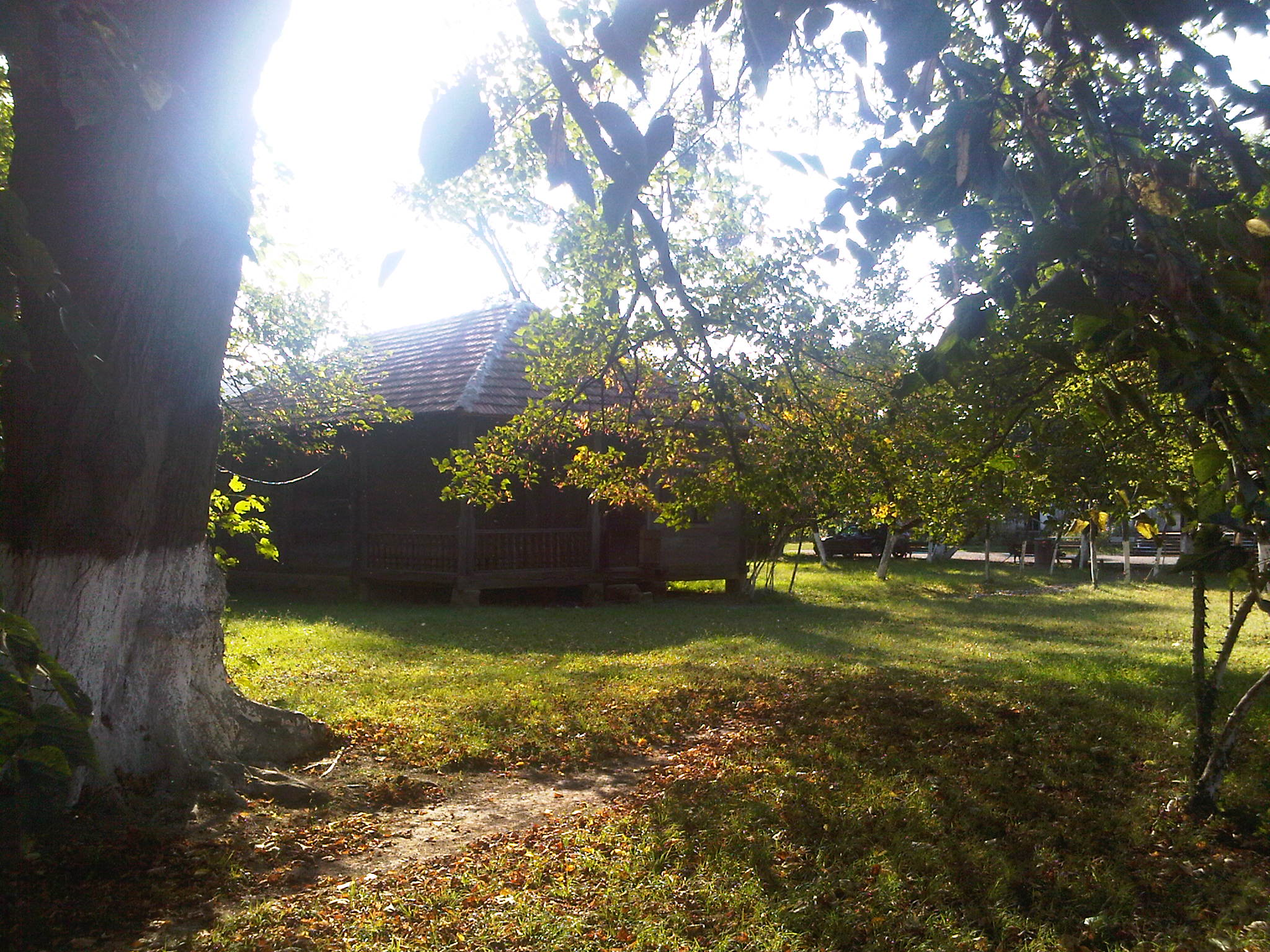
Le Musée Tabidze à Vani